# Митинская (Устьянский район)
Митинская — деревня в Устьянском районе Архангельской области. Входит в состав Орловского сельского поселения.

## География
Деревня Митинская расположена на левом берегу реки Устья (приток Ваги), ниже устья реки Мяткурга. Напротив деревни, на правом берегу Устьи, находится деревня Коптяевская. От деревни начинается автодорога «Митинская — Кононовская — Шеломенская — Починовская — Аверкиевская — Тарасонаволоцкая». К юго-востоку от Митинской находится нежилая деревня Нос-Сады, к северу — деревня Дубровская, к югу — илезский посёлок Шурай.

## Население
| 2002 | 2009 | 2010 | 2012 |
| ---- | ---- | ---- | ---- |
| 41   | ↘31  | ↘25  | ↘24  |

### Карты
- [mapp38.narod.ru/map1/p38099100.html Топографическая карта P-38-99,100. Октябрьский]
- Митинская. Публичная кадастровая карта
- Митинская на карте Wikimapia